# Humble (Texas)
Humble è un comune degli Stati Uniti d'America, nella Contea di Harris, nello Stato del Texas. Humble fa parte dell'area metropolitana della Grande Houston.
Nel 2010 aveva 15 133 abitanti.
Ha dato i natali all'imprenditore, aviatore, regista e personaggio cinematografico Howard Hughes.

## Storia
I primi coloni hanno iniziato a muoversi nella zona di Humble nel 19 secolo. Joseph Dunman fu la prima persona a stabilirsi qui e si pensa sia arrivato qui nel 1828. Un traghetto fu costruito qui nel San Jacinto River divenendo un centro di sbocco per il commercio a causa della presenza del petrolio. La città prende il nome da uno dei fondatori, Pleasant Smith Pletz Humble, che ha aperto il primo ufficio postale a casa sua e dopo è servito come tribunale di pace.
Humble diviene un boomtown, una città in rapida crescita, all'inizio del ventesimo secolo quando il petrolio diviene la principale fonte di sostentamento. Il primo petrolio è stato prodotto un paio di anni dopo la famosa scoperta di Spindletop in Beaumont (Texas). La prima ferrovia è stata costruita nel 1904.